# القصر (رواية)
نُشرت رواية «القصر» (بالإنجليزية: The Mansion) للمؤلف الأمريكي ويليام فوكنر عام 1959. وهي الرواية الأخيرة من الثلاثية الروائية التي تروي قصصًا خيالية عن عائلة سنوبس في مسيسيبي، بعد روايتي «هاملت» و«المدينة».
تكمل رواية القصر الثلاثية الروائية لفولكنر، وتروي مغامرات عائلة سنوبس الخيالية في مقاطعة يوكناباتا الخيالية في مسيسيبي. تشمل هذه الثلاثية أيضا رواية «هاملت» ورواية «المدينة». بدايةً من مقتل جاك هيوستن، وانتهاءً بقتل فلام سنوبس، تسرد الروايات سقوط عائلة سنوبس في فترة ما بعد الحرب، وهي العائلة التي تمكنت من السيطرة على بلدة جيفرسون عبر الأجيال.
تروي الرواية مصرع فلام سنوبس على يد قريبه مينك سنوبس، بمساعدة ابنة فلام الصماء ليندا سنوبس، الجندية المتمرسة التي خاضت الحرب الأهلية الإسبانية بأكملها. تُقسم الرواية إلى ثلاثة أجزاء: «مينك» و«ليندا» و«فلام». يروي القصة  ثلاثة رواة: غافن ستيفنز، ف. راتليف وتشارلز (تشيك) ماليسون.

## ملخص القصة
ينتظر مينك سنوبس، الذي يُحاكم بتهمة القتل، ظهور ابن عمه فلام الناجح ليساعده بفضل سلطته ونفوذه على إنقاذه من السجن. لا يظهر فلام إطلاقًا لمساعدة ابن عمه، فيقضي مينك كامل مدة عقوبة السجن في انتظار حريته ليتمكن من الثأر وقتل فلام. يعرف فلام أن مينك سيحاول قتله بمجرد خروجه من السجن، لذلك، رتب لمحاولة هرب مينك لكنه فشل بذلك، ما زاد من مدة عقوبته. ومع ذلك، أُطلق صراح مينك أخيرًا بعد ثمانية وثلاثين عامًا. اشترى مينك بندقية رخيصة بالمال الذي كان في حوزته عند خروجه من السجن، ثم وجد طريقه إلى جيفرسون، وقتل فلام.
وقع غافن ستيفنز، أحد رواة القصة بالإضافة إلى كونه مثقفًا وساعيًا للمثالية، في حب زوجة فلام، إيولا فارنر، التي انتحرت قبل انتهاء أحداث هذه الرواية. بسبب مشاعره تجاه إيولا، أحب ستيفن ليندا، (من المحتمل أن تكون ابنة فلام) ابنة إيولا ومدحها صانعًا منها بطلة. بعد مقتل فلام، أدرك ستيفن أن ليندا ساعدت مينك عمدًا على العثور وقتل فلام، انتقامًا لانتحار والدتها التي تظن أن لفلام دورًا رئيسيًا فيه. يهز هذا تصور ستيفن لبراءة ونقاء ليندا.
بعد وفاة فلام، أدرك سكان بلدة جيفرسون عدم تغير شيء بعد موته تقريبًا، إذ ظهر المزيد والمزيد من أفراد أسرة سنوبس في المدينة للاستقرار.

## خلفية الأحداث
تتعامل رواية «القصر» مع المشهد الاقتصادي في الجنوب في النصف الأول من القرن العشرين والشعبية الريفية والتوترات العرقية والاجتماعية.
ناقش ثيودور غرين الشخصيات الرئيسية في الرواية وربطها بتفسيره لفلسفة فولكنر العامة للحياة. درس إنريكي غارسيا ديز التغير في مكانة مينك في الرواية، وشابه التناظر الوظيفي بين الأشكال الأدبية القديمة. علق جوردون بيجلو على تطور موقف فولكنر تجاه فلام على مرار الثلاثية الروائية. ناقش بول ليفين مواضيع الحب والمال المتكررة في سياق الروايات الثلاثية.

## روابط خارجية
- القصر (رواية) على موقع الموسوعة البريطانية (الإنجليزية)